# Style d'Héliopolis

Le style d'Héliopolis est un style architectural éclectique du début du XXe siècle mis en œuvre dans le district égyptien d'Héliopolis, un ensemble urbain à l'est du Caire, situé à dix kilomètres du centre ville. De 1905 à 1935 environ, les architectes des chemins de fer électriques du Caire et les oasis du Héliopolis, qui était la société belge responsable de la construction d'une nouvelle banlieue Heliopolis, ont également créé un nouveau style, exclusivement conçu et développé pour les bâtiments de ce nouveau quartier.
Jusqu'à nos jours, ce quartier est un exemple unique de cette forme architecturale, encore très bien conservée. Ce style est représenté par un grand ensemble de bâtiments couvrant une vaste superficie, et avec un langage architectural qui se réfère à plusieurs époques ; ce style est un mélange unique des styles architecturaux mauresque, arabe et européen.
Les créateurs de ce style, issus de deux bureaux d'architectes de Bruxelles et de Paris au service du baron Édouard Louis Joseph Empain, ont essayé de mettre en œuvre et de combiner les avantages esthétiques et fonctionnels propres à ces trois styles.
Le style Héliopolis a notamment intégré dans ses réalisations :
- les techniques d'adaptation climatique de l'Afrique du Nord (mises en œuvre dans les volumes des bâtiments) ;
- le sens néo-persan-mauresque des détails du style architectural (mis en œuvre dans les façades) ;
- les traditions sociales d'hospitalité européennes et égyptiennes du début du XXe siècle, mises en œuvre dans les plans et la décoration intérieure.